# 카드 머니퓰레이션

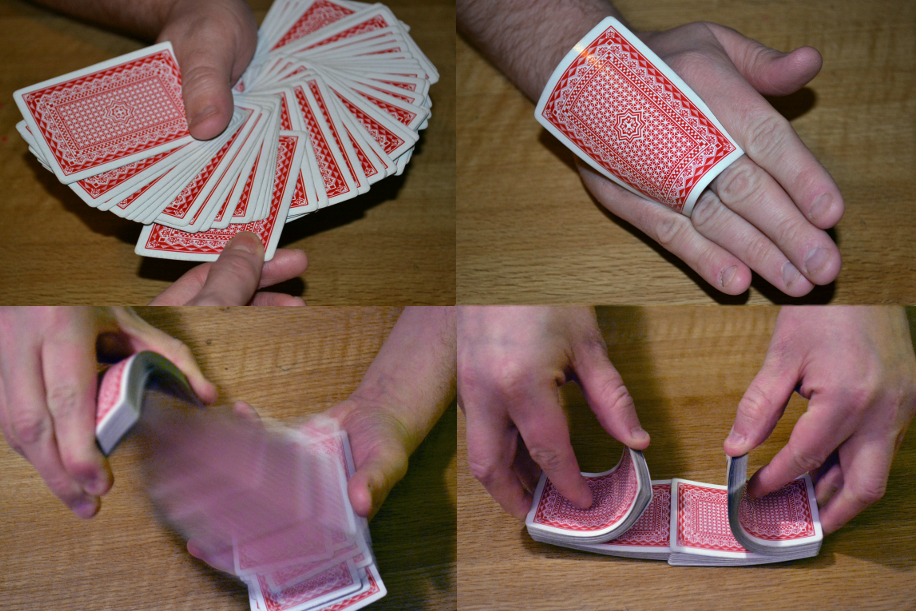
카드 트릭

카드 머니퓰레이션(card manipulation) 또는 카드 조작은 플레잉 카드와 관련된 슬레이트 오브 핸드 기술을 사용하여 효과를 만드는 것을 다루는 마술의 한 분야이다. 카드 조작은 마술 공연, 특히 클로즈업, 응접실, 길거리 마술에서 자주 사용된다. 이 분야에서 가장 잘 알려진 이름으로는 다이 버논, 토니 슬리디니, 에드 말로, S.W. 에드나세, 리처드 터너, 존 스칸, 리키 제이 및 르네 라방 등이 있다. 탈출로 세계적으로 유명해지기 전, 해리 후디니는 자신을 "카드의 왕"이라고 불렀다. 카드 조작에 의존하는 가장 잘 알려진 카드 트릭 중에는 앰비셔스 카드(Ambitious Card)와 파인드 더 레이디(Find the Lady)라고도 알려진 일반적인 스트리트 허슬인 쓰리 카드 몬테(Three-card Monte)가 있다.

## 같이 보기
- 카디스트리
- 슬레이트 오브 핸드